# Loiyangalani
Loiyangalani est une petite ville située sur la côte sud-est du lac Turkana, au Kenya. La ville compte 5 117 habitants. Loiyangalani signifie « un lieu avec de nombreux arbres » en samburu (en). Elle abrite le peuple turkana et a été fondée près d'une source d'eau douce dans les années 1960 où vivent les El Molo. Ses principales industries sont la pêche, le tourisme et l'orpaillage. C'est une destination touristique populaire dans le nord du Kenya, car les villages environnants El Molo et Turkana offrent des expériences uniques (bien que quelque peu commercialisées)[évasif].
En juin 2008, le premier festival culturel a eu lieu à Loiyangalani et a réuni toutes les tribus du lac pour un week-end.
La ville abrite une piste d'atterrissage et se trouve près du mont Kulal (50 km), connu pour sa forêt et ses pierres. Il y a quelques lodges dans la région, le "Oasis Lodge", le "Palmshade Camp", le "Mosaretu Women's Groupe Lodge " et le "Sailo Bandas", tous situés à seulement quelques centaines de mètres de la piste d'atterrissage.
La division de Loiyangalani du comté de Marsabit est basée dans la ville de Loiyangalani. La ville est parfois orthographiée « Loyangalani ».
Loiyangalani a servi de décor au roman de John le Carré, La Constance du jardinier et a également été le lieu de tournage du film tiré du roman.
En 1973, François Dossin annonce, avec son collègue André Heck, la découverte, au cours de l'observation de l'éclipse solaire totale du 30 juin 1973 à Loiyangalani, d'un corps céleste évoluant très près du Soleil, lequel fut initialement nommé objet de Dossin-Heck. L'objet, pour ne pas avoir été observé ultérieurement, a ensuite été considéré comme inexistant, et estimé être le résultat d'une « aberration dans les systèmes d'observation utilisés par les deux astronomes »,.
En 2010, Loiyangalani a brièvement été élevé au statut de district à partir de l'ancien district de Laisamis par le président du Kenya, Mwai Kibaki . 